# C-58

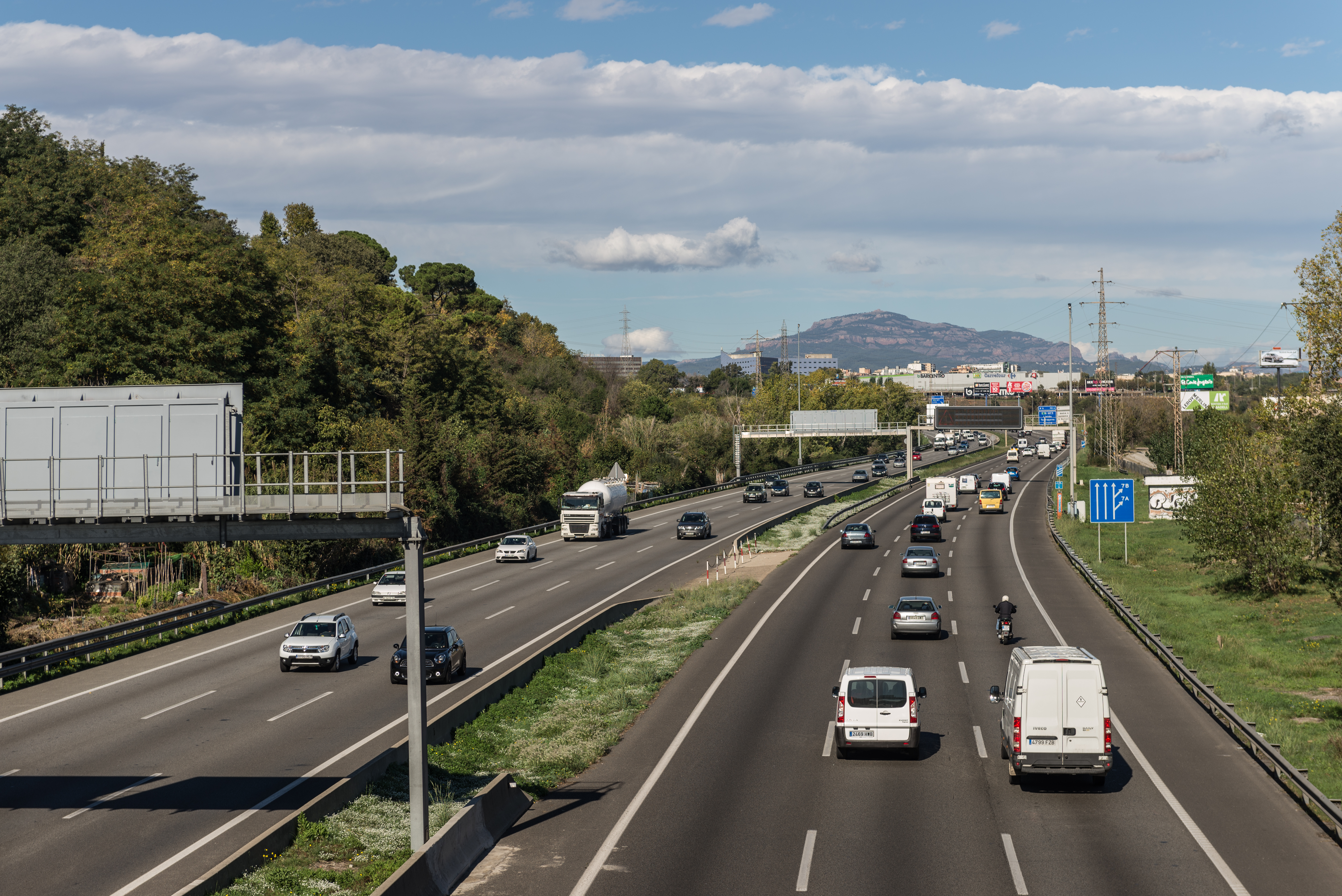
Autopista C-58 entre Cerdanyola del Vallès i Ripollet

La  C-58  és una carretera amb dos trams diferenciats, un primer, d'uns 22 km, autopista, que uneix Barcelona amb Sabadell i Terrassa, i el segon tram, on passa a ser una carretera convencional d'una sola calçada, pràcticament paral·lela a la C-16, que al seu torn va fins a Manresa i Berga. La carretera continua des de Terrassa fins a la C-55, just abans del túnel de Bogunyà, al terme de Castellbell i el Vilar, amb uns 15 km més.
El seu primer tram és un dels eixos viaris més transitats de Catalunya (amb més de 150.000 vehicles/dia a Ripollet, PK 6), atesa l'entitat demogràfica i econòmica de les poblacions per les quals discorre aquesta via.
L'autopista es construí per recomanació del Banc Mundial, que el 1970 concedí un crèdit de 30 milions de dòlars per a construir-la. Aquesta s'inicià un any més tard, i al cap de tres anys més l'autovia entrava en funcionament. Inicialment, rep la denominació d'autopista B-29 i posteriorment s'anomenà A-18. Va tornar a canviar de codi quan la Direcció General de Carreteres de la Generalitat de Catalunya, li va donar un nou codi anomenant-la com la coneixem avui dia, C-58. La via passa per la cubeta del fons fluvial del riu Sec, entre Cerdanyola del Vallès i Ripollet, i salvant-hi l'orografia de la Riera de Les Arenes (Terrassa). Fins aleshores, per anar a Barcelona s'emprava la N-150 (carretera de Montcada i Reixac a Terrassa). Aquesta via es pot dir, de forma literària, que discorra de forma paral·lela a la línia ferroviària Barcelona-Manresa-Lleida-Almacelles. El 2009 s'inicià la construcció d'una nova calçada a diferent nivell per a vehicles d'alta ocupació, és a dir, per a vehicles de 3 o més ocupants o de transport públic, entre Barcelona (Avda. Meridiana) i la sortida de Montcada-Ripollet-Cerdanyola, aproximadament PK 5. La nova calçada, gairebé en tot el seu recorregut a diferent nivell, es va acabar a l'octubre de 2012, amb un cost d'aproximadament 80 milions d'euros, que ha suposat un gran fiasco, atesa la funcionalitat comprovada.
Respecte al segon tram, amb una IMD força inferior, però molt alta per ser carretera convencional (24.000 vehicles/dia a Viladecavalls i 16.500 a Castellbell i el Vilar), cal indicar que la carretera va ser construïda per la Diputació de Barcelona cap a finals dels anys seixanta. Es va codificar com BP-1213 i es va construir amb una geometria còmoda amb plataforma ample, carrils de vehicles lents en tots dos sentits, però amb certa dificultat per l'orografia, doncs presenta dos túnels (un anomenat de Coll Cardús, just al costat de l'abocador controlat de Vacarisses, en el terme municipal de Vacarisses, i un altre entre el terme municipal de Castellbell i el Vilar i Monistrol, el tunel anomenat de la Bauma, d'aproximadament 150m) i un viaducte que sobre el Llobregat permet arribar a la C-55 d'uns 220 m. És en aquest segon tram on s'ha actuat el 2016 des de la Direcció General de Infraestructures de Mobilitat (antiga D.G. de Carreteres) per tal de millorar la seguretat viària, fent-se una separació de fluxos de trànsit, amb separació dels sentits, condicinant zones de doble carril per facilitar avançament sense haver d'accedir al carril de sentit contrari. Aquesta actuació, igual que s'ha fet en un tram proper de la C-55, es coneix com a 2+1. Aquesta separació s'ha fet en alguns casos amb només zebrat i altres amb barrera física.

## Enllaços (sortides)
| Número de la sortida | Nom de la sortida                                                   | Carretera que hi enllaça |
| -------------------- | ------------------------------------------------------------------- | ------------------------ |
|                      | Barcelona / Nus de la Trinitat, inici d'autopista                   | B-10 B-20                |
|                      | Àrea de servei Portal del Vallès                                    |                          |
| 4                    | Cerdanyola del Vallès / Ripollet / Montcada i Reixac                | N-150                    |
| 7                    | Barberà del Vallès / Badia del Vallès / Sector Baricentro           | N-150                    |
| 8                    | Lleida / Tarragona / Girona                                         | B-30 AP-7 E-15           |
| 9                    | Sabadell Sud / Badia del Vallès / Bellaterra / Universitat Autònoma | BV-1414                  |
| 12                   | Sabadell Centre - Nord / Sant Quirze del Vallès Sud - Centre        | C-58C                    |
| 15                   | Sant Quirze del Vallès / Mercavallès / Hospital de Terrassa         | N-150                    |
|                      | Àrea de servei Km 17                                                |                          |
| 17                   | Terrassa Est / Rubí / Matadepera / Polígons nord                    |                          |
| 19                   | Terrassa Est / Polígons sud                                         |                          |
| 21                   | Terrassa                                                            |                          |
|                      | Inici tram comú amb C-16 E-9                                        |                          |
| 22                   | Terrassa Sud / Martorell                                            | N-150 C-243c             |
| 23                   | Terrassa Oest / Andorra / Manresa / Montserrat                      | C-58                     |
|                      | Final tram comú amb C-16 E-9                                        |                          |
|                      | Terrassa Oest, fi d'autopista                                       | C-16 E-9                 |
|                      | Terrassa Oest, inici de carretera                                   |                          |
|                      | Castellbell i el Vilar, final de carretera                          | C-55                     |

## Túnels
- Túnel de Collcardús
- Túnel de La Bauma

## Curiositats
- A l'altura de Terrassa, la C-58 i la C-16 comparteixen calçada.
- Al Km 34.2, a la banda dreta, hi ha un dinosaure amagat darrere d'un arbre.

## Galeria
- Obres d'ampliació de la C-58
- C-58 durant la nevada a Catalunya del 2010
- Obres d'ampliació de la C-58
- Obres d'ampliació de la C-58
- Obres d'ampliació de la C-58